# スーパーマリン シーガル (2代)
スーパーマリン シーガル
スーパーマリン シーガルの試作初号機 PA143（1948年）
- 用途：水難救助
- 分類：飛行艇
- 製造者：スーパーマリン
- 運用者： イギリス（イギリス海軍）
- 初飛行：1948年7月14日
- 生産数：2機（+未完成1機）
- 退役：1952年
- 運用状況：試作のみ

スーパーマリン シーガル（Supermarine Seagull）は、イギリスの水陸両用の軍用飛行艇であり、スーパーマリン社で製造された最後の機種である。第二次世界大戦中に設計が開始されたが、初飛行を行ったのは戦争終結の3年後であり、就役することなく開発計画は破棄された。

## 開発
1940年10月に英航空省は、スーパーマリン社とフェアリー社に対しスーパーマリン ウォーラスとスーパーマリン シーオッターを代替するカタパルト射出可能な水陸両用の偵察/着弾観測機を求める要求仕様 S.12/40を発行した。スーパーマリン社製の試作機3機は1943年3月に発注された。
ウールストンの施設が爆撃を受けた後にスーパーマリン社の設計事務所が移転する必要があったために設計作業は中断された。風洞による広範囲な空力テストが要されたことと搭載エンジンをロールス・ロイス マーリンからより強力なロールス・ロイス グリフォンに変更したことにより開発作業は更に遅れた。また、1944年に偵察/着弾観測機から水難救助機へ変更された要求仕様S.14/44（後にS.14/44/2）が発行された。この変更により設計上備えていた4連装銃塔が撤廃された。
シリアルナンバー PA143が与えられたシーガルの試作初号機は、1948年7月14日にサザンプトン・ウォーターでテストパイロットのマイク・リスゴウの操縦で初飛行を行った。試作2号機（PA147）は1949年9月に進空し、同年遅くには航空母艦「アーク・ロイヤル」での運用試験を行い、この試験中に5名を搭乗させられることを実証した。ロケット補助装置を使用した離陸も実験された。
1950年代初めにヘリコプターが水難救助任務を担うことになり、1952年に2機の完成機と1機の半完成機（PA152）は廃棄処分にされた。

## 設計
シーガルはパイロンを介して胴体と繋がった2本桁のパラソル型主翼を持つ全金属性の機体であった。1基のロールス・ロイス グリフォンが2重反転プロペラを駆動し、ラジエーターはエンジン下のパイロン内に収められていた。パイロン後部は2つの窓を持つ観測員席になっていた。エンジン直後の主翼上面にはアイボルトが取り付けられており、クレーンを使用して水面から艦上に簡単に機体を引き揚げられるようになっていた。
スロッテッドフラップと全幅に渡る前縁スラットを備えた主翼は、艦上に収納する場合は省スペースのために折り畳むことができた。前桁のピボットと後桁に取り付けられた電動式スクリュージャッキで主翼の取り付け角度を変更することもできた。この機構は失速速度の低下と揚力の増加をもたらし、主翼の大きさ自体も小さなもので済んだ。機体が小型であるということは艦載機としては重要な要素であった。
スーパーマリン社はこの機構をType 322でテストし、テストパイロットのマイク・リスゴウがシーガルを僅か35マイル毎時 (56 km/h)の速度で飛行させてその有効性を実証した。1950年7月にレス・コルクホーンの操縦でエアリーグが主催する競技会で100-キロメートル (62 mi)コースを平均速度241.9マイル毎時 (389.3 km/h)で飛行して水陸両用機部門の記録を樹立した。
艇体はチャインを持つ通常のフレームとロンジロンで構成され、背面フィンの上に両端に小さな垂直尾翼を持つ非常に大きな上反角のついた水平尾翼が乗っていた。テスト中に試作初号機がヨー方向の安定性に欠けることが分かったため、後に中央部に3枚目の垂直尾翼が追加された。これは製作中であった試作2号機にも追加された。
機体側面に引き込み式の降着装置は簡単に取り外すことも可能であり、純粋な飛行艇として使用する場合は180キログラム (400 lb)の重量が軽減された。シーガルには空母着艦用にアレスティング・フックも備えており、主脚収納部の直上にはJATOロケットブースターの取り付け部が用意されていた。
乗員は通常3名で構成されていた。水難救助活動中はパイロット、航法士、医療担当員に加え遭難者を7名まで搭乗させることができた。

## 運用
イギリス
- イギリス海軍

## 要目
(シーガル ASR 1 の性能は出力2,500 hpのグリフォン RG30SM搭載時の計画値) Dumbo and Seagull 
- 乗員：3名
- 搭載量：遭難者7名まで（寝台2床、１人分座席、「緊急時」には床に4名）
- 全長：13.46 m (44 ft 1½ in)
- 全幅：16.0 m (52 ft 6 in)
- 全高：4.84 m (15 ft 10½ in)
- 翼面積：40.13 m² (432 ft²)
- 空虚重量：4,770 kg (10,510 lb)
- 全備重量：6,587 kg (14,500 lb)
- エンジン：1 × ロールス・ロイス グリフォン29 V型12気筒エンジン、1,815 hp (1,353 kW)
- プロペラ：3枚ブレード 2重反転プロペラ
- 両翼フロート間距離：7.17 m (23 ft 6 in)
- 最大速度：418 km/h (260 mph, 226 knots) 高度11,800 ft (3,599 m)
- 巡航速度：211 km/h (131 mph, 114 knots) 最良燃費巡航速度
- 巡航高度：7,290 m (23,900 ft)
- 航続距離：1,408 km (875 mi, 761 nmi)
- 上昇率：7.7 m/s (1,515 ft/min) 高度2,133 m (7,000 ft)